# بيت برمان (بني مطر)

تعديل مصدري - تعديل

بيت برمان هي إحدى قرى عزلة شهاب الأعلى بمديرية بني مطر التابعة لمحافظة صنعاء، بلغ تعداد سكانها 626 نسمة حسب تعداد اليمن لعام 2004.